# 王寅揆
王寅揆（？—？），字秉阶，號仲華，福建泉州府晉江縣竈籍。

## 生平
万历三十七年（1609年）己酉科福建乡试举人，四十一年（1613年）癸丑科進士，授青浦县知县，著有《管见》、《谭礼》。

## 家族
父王三阳，万历庚辰进士，官工部主事。